# Surachat Sareepim
Surachat Sareepim (tiếng Thái: สุรชาติ สารีพิมพ์; sinh ngày 24 tháng 5 năm 1986), còn được biết với tên đơn giản Geng (tiếng Thái: เก่ง) là một cầu thủ bóng đá người Lào-Thái Lan thi đấu ở vị trí tiền đạo cho câu lạc bộ Giải bóng đá Ngoại hạng Thái Lan BG Pathum United.

## Đời sống cá nhân
Surachat sinh ra ở Loei. Bố anh là người Thái Lan và mẹ là người Lào.

## Sự nghiệp quốc tế
Năm 2011 Surachatđược triệu tập vào đội tuyển quốc gia bởi Winfried Schäfer đến Vòng loại giải vô địch bóng đá thế giới 2014 – AFC Third Round.

### Quốc tế
Tính đến 8 tháng 10 năm 2016
| Đội tuyển quốc gia | Năm  | Số trận | Bàn thắng |
| ------------------ | ---- | ------- | --------- |
| Thái Lan           | 2011 | 2       | 0         |
| Thái Lan           | 2012 | 4       | 0         |
| Thái Lan           | Tổng | 6       | 0         |

## Bàn thắng quốc tế
| # | Ngày                | Địa điểm                           | Đối thủ | Tỉ số | Kết quả | Giải đấu                  |
| - | ------------------- | ---------------------------------- | ------- | ----- | ------- | ------------------------- |
| — | 12 tháng 9 năm 2012 | Sân vận động Rajamangala, Thái Lan | Lào     | 1–1   | 2–1     | Giao hữu không chính thức |

## Danh hiệu

### Câu lạc bộ
Police United
- Thai Division 1 League (2): 2009, 2015

BG Pathum United
- Thai League 1: 2020–21
- Thai League 2: 2019
- Thailand Champions Cup (2): 2021, 2022
- Thai League Cup: 2023–24